# Paksi SE
El Paksi Sportegyesület (en español: Club Deportivo de Paks) es un club de fútbol húngaro de Paks y fundado en 1952. El equipo disputa sus partidos como local en el Fehérvári úti Stadion y juega en la NB1.

## Estadio

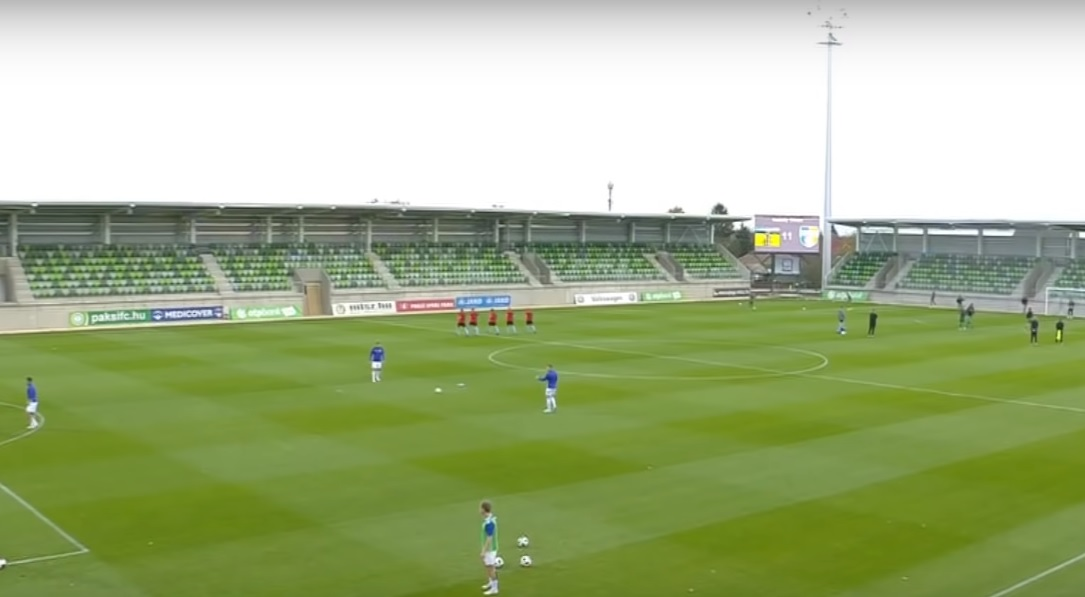
Fehérvári úti Stadion.

## Entrenadores
- Ferenc Lengyel (?-septiembre de 2007)[1][2]
- Imre Gellei (septiembre de 2007-?)[2]
- Károly Kis (?? de 2007-abril de 2010)[3]
- Imre Gellei (abril de 2010-?)[3]
- Károly Kis (?-agosto de 2012)[4]
- Csaba Máté (interino- agosto de 2012)[4][5]
- Aurél Csertői (enero de 2014-presente)[6][7]
- Tomislav Sivić (27 de mayo de 2019–3 de noviembre de 2019)
- Gábor Osztermájer (4 Nov 2019–21 Sep 2020)
- György Bognár (21 Sep 2020 - 15 de mayo de 2022)[8]
- Róbert Waltner (26 de mayo de 2022 - 13 Feb 2023)[9]
- György Bognár (14 Feb 2023-)

## Palmarés
- NB1

- Subcampeón (1): 2011

- NBII (1): 2006

- NBIII (1): 2001

- Copa de Hungría (2): 2024, 2025

- - Szabadföld Kupa (1): 1976

- Copa de la Liga de Hungría (1): 2010–11

- Subcampeón (1): 2009–10

## Participación en competiciones de la UEFA
| Temporada | Torneo                 | Ronda            | Club               | Casa | Visita | Global |
| --------- | ---------------------- | ---------------- | ------------------ | ---- | ------ | ------ |
| 2011–12   | UEFA Europa League     | Clasificatoria 1 | UE Santa Coloma    | 4–0  | 1–0    | 5–0    |
| 2011–12   | UEFA Europa League     | Clasificatoria 2 | Tromsø             | 1–1  | 3–0    | 4–1    |
| 2011–12   | UEFA Europa League     | Clasificatoria 3 | Hearts             | 1–1  | 1–4    | 2–5    |
| 2024–25   | UEFA Europa League     | Clasificatoria 1 | Corvinul Hunedoara | 0–4  | 2−0    | 2−4    |
| 2024–25   | UEFA Conference League | Clasificatoria 2 | AEK Larnaca        | 3–0  | 2−0    | 5−0    |
| 2024–25   | UEFA Conference League | Clasificatoria 3 | Mornar             | 3–0  | 2−2    | 5−2    |
| 2024–25   | UEFA Conference League | Playoff          | Mladá Boleslav     | 0−3  | 2−2    | 2−5    |